# Poklek pri Podsredi
Poklek pri Podsredi – wieś w Słowenii, w gminie Kozje. W 2018 roku liczyła 98 mieszkańców.